# Gamma Columbae
Désignations
Gamma Columbae (γ Col / γ Columbae) est une étoile binaire possible de la constellation australe de la Colombe. Elle est visible à l’œil nu avec une magnitude apparente de +4,36. L'étoile affiche une parallaxe annuelle de 3,75 mas telle que mesurée par le satellite Hipparcos, ce qui permet d'en déduire qu'elle est distante d'environ ∼ 870 a.l. (∼ 267 pc) de la Terre.

## Propriétés

### γ Columbae A
La composante primaire, γ Col A, est une étoile âgée d'environ 24 millions d'années, et elle a déjà évolué en une sous-géante de type spectral B2,5 IV,. C'est également une étoile à pulsation lente de type B candidate, un groupe d'étoiles variables inhabituelles, avec une intensité de champ magnétique longitudinal moyenne de 94 ± 28 G. L'étoile fait près de 6 fois la masse du Soleil et son rayon vaut quasiment 5 fois celui du Soleil. Elle est plus de 2 000 fois plus lumineuse que le Soleil et sa température effective est de 12 904 K.

### γ Columbae B
La composante secondaire, γ Col B, est une naine jaune de type spectral G8 V et d'une magnitude visuelle de 12,664. Elle est tellement jeune qu'elle est considérée comme une « étoile post T Tauri », qui viendrait juste de commencer la fusion de l'hydrogène dans son cœur. Elle est située à une distance angulaire de 33,8 secondes d'arc de la composante primaire, ce qui correspond à une séparation physique projetée de 8 844 ua ; selon les lois de Kepler, il lui faudrait au moins 300 000 ans pour compléter une orbite. Malgré le jeune âge de ces étoiles, aucune émission de rayons X n'a été détectée en provenance d'elles.